# روكال
روكال هي جزيرة صغيرة من الجرانيت غير صالحة للسكن تقع في شمال المحيط الأطلسي، تدعي المملكة المتحدة بأن الصخرة داخل منطقتها الاقتصادية الخالصة وهي جزء من أراضيها، لكن هذا الادعاء لم تعترف به أيرلندا.